# Tefrique
Tefrique (en griego bizantino: Τεφρική), fue una fortaleza bizantina en las montañas del noroeste de Capadocia. La ciudad actual se llama Divriği, provincia de Sivas en Turquía.
La fortaleza tiene su origen hacia el año 850 en el deseo del jefe pauliciano Carbeas de liberarse de la tutela del emir de Melitene permaneciendo fuera del territorio imperial bizantino. Bajo su sucesor Crisóquero, Tefrique fue la capital del Estado militar de los paulicianos. Pedro el Siciliano fue allí en 870 como embajador para negociar, en vano, un intercambio de prisioneros: su relato es la principal fuente sobre el Principado pauliciano. Después de un primer intento fallido en 871, Basilio I tomó la fortaleza en 878, lo que supuso la aniquilación del Estado pauliciano.
Renombrada Leontocome, por el nombre del emperador León VI el Sabio, la ciudad es la sede de una clisura, luego de un tema hacia 940.
En 1019, fue concedido al hijo de Senekerim de Vaspurakan a cambio de sus tierras.
Romano IV Diógenes hizo campaña contra los turcos selyúcidas en sus alrededores en 1068. Después de la batalla de Manzikert en 1071, cayó en manos de los turcos.